# Walter Eschweiler
Walter Eschweiler (Bonn, 1935. szeptember 20. –) német nemzetközi labdarúgó-játékvezető. Polgári foglalkozása: a bonni külügyi hivatal diplomata szolgálatában dolgozik.

## Pályafutása

### Nemzeti játékvezetés
A játékvezetői vizsgát 1963-ban tette le. A küldési gyakorlat szerint rendszeres partbírói tevékenységet is végzett. 1965-ben lett az I. Liga játékvezetője. A nemzeti játékvezetéstől 1986-ban vonult vissza. Első ligás mérkőzéseinek száma: 183.

#### Nemzeti kupamérkőzések
Vezetett kupadöntők száma: 1.

##### Német labdarúgókupa
A DFB JB szakmai felkészültségének elismeréseként megbízta a döntő találkozó vezetésére.
| Időpont          | Helyszín               | Mérkőzés típusa | Mérkőzés                           | Eredmény | Nézők száma |
| ---------------- | ---------------------- | --------------- | ---------------------------------- | -------- | ----------- |
| 1976. június 26. | Waldstadion, Frankfurt | döntő           | Hamburger SV –1. FC Kaiserslautern | 2 : 0    | 61 000      |

### Nemzetközi játékvezetés
A Német labdarúgó-szövetség (DFB) Játékvezető Bizottsága (JB) terjesztette fel nemzetközi játékvezetőnek, a Nemzetközi Labdarúgó-szövetség (FIFA) 1970-től tartotta nyilván bírói keretében. A FIFA JB központi nyelvei közül a németet, a spanyolt, az angolt és a franciát beszéli. Több nemzetek közötti válogatott és klubmérkőzést vezetett, vagy működő társának partbíróként segített. A német nemzetközi játékvezetők rangsorában, a világbajnokság-Európa-bajnokság sorrendjében többedmagával a 11. helyet foglalja el 8 találkozó szolgálatával. Nemzetközi mérkőzéseinek száma: 155, ebből 75 az UEFA által szervezett kupamérkőzés volt. A nemzetközi játékvezetéstől 1984-ben búcsúzott.

#### Labdarúgó-világbajnokság
Három világbajnoki döntőhöz vezető úton Nyugat-Németországba a X., az 1974-es labdarúgó-világbajnokságra, Argentínába a XI., az 1978-as labdarúgó-világbajnokságra, valamint Spanyolországba a XII., az 1982-es labdarúgó-világbajnokságra a FIFA JB játékvezetőként alkalmazta. A FIFA JB elvárása szerint, ha nem vezetett, akkor partbíróként tevékenykedett. 1974-ben kettő csoportmérkőzésen 2. számú besorolást kapott. 1982-ben kettő csoportmérkőzésen egyes számú besorolást kapott, játékvezetői sérülés esetén továbbvezethette volna a találkozót. Az egyik nyolcaddöntőben 2. számú partbíróként szolgált. Világbajnokságon vezetett mérkőzéseinek száma: 1 + 5 (partbíró).

##### 1978-as labdarúgó-világbajnokság

###### Selejtező mérkőzés
| Időpont           | Helyszín                | Mérkőzés típusa           | Mérkőzés                 | Eredmény | Nézők száma |
| ----------------- | ----------------------- | ------------------------- | ------------------------ | -------- | ----------- |
| 1977. október 29. | Śląski Stadion, Chorzów | előselejtező (1. csoport) | Lengyelország–Portugália | 1 : 1    | 80 000      |

##### 1982-es labdarúgó-világbajnokság

###### Selejtező mérkőzés
| Időpont            | Helyszín                       | Mérkőzés típusa           | Mérkőzés                | Eredmény | Nézők száma |
| ------------------ | ------------------------------ | ------------------------- | ----------------------- | -------- | ----------- |
| 1980. november 19. | Ninian Park Stadion, Cardiff   | előselejtező (3. csoport) | Wales–Csehszlovákia     | 1 : 0    | 20 175      |
| 1981. október 7.   | Atatürk Stadion, İzmir         | előselejtező (3. csoport) | Törökország–Szovjetunió | 0 : 3    | 62 125      |
| 1981. október 17.  | Crvene Zvezde Stadion, Belgrád | előselejtező (5. csoport) | Jugoszlávia–Olaszország | 1 : 1    | 70 000      |

###### Világbajnoki mérkőzés
| Időpont          | Helyszín               | Mérkőzés típusa              | Mérkőzés         | Eredmény | Nézők száma |
| ---------------- | ---------------------- | ---------------------------- | ---------------- | -------- | ----------- |
| 1982. június 18. | Balaidos Stadion, Vigo | csoportmérkőzés (1. csoport) | Olaszország–Peru | 1 : 1    | 25 000      |

#### Labdarúgó-Európa-bajnokság
Három európai-labdarúgó torna döntőjéhez vezető úton Jugoszláviába az V., az 1976-os labdarúgó-Európa-bajnokságra, Olaszországba a VI., az 1980-as labdarúgó-Európa-bajnokságra, valamint Franciaországba a VII., az 1984-es labdarúgó-Európa-bajnokságra az UEFA JB játékvezetőként foglalkoztatta.

##### 1976-os labdarúgó-Európa-bajnokság

###### Selejtező mérkőzés
| Időpont         | Helyszín                   | Mérkőzés típusa           | Mérkőzés               | Eredmény | Nézők száma |
| --------------- | -------------------------- | ------------------------- | ---------------------- | -------- | ----------- |
| 1975. június 5. | Olimpiai Stadion, Helsinki | előselejtező (5. csoport) | Finnország–Olaszország | 0 : 1    | 17 732      |

##### 1980-as labdarúgó-Európa-bajnokság

###### Selejtező mérkőzés
| Időpont           | Helyszín             | Mérkőzés típusa           | Mérkőzés                 | Eredmény | Nézők száma |
| ----------------- | -------------------- | ------------------------- | ------------------------ | -------- | ----------- |
| 1978. október 11. | Népstadion, Budapest | előselejtező (6. csoport) | Magyarország–Szovjetunió | 2 : 0    | 47 000      |

##### 1984-es labdarúgó-Európa-bajnokság

###### Selejtező mérkőzés
| Időpont         | Helyszín                     | Mérkőzés típusa           | Mérkőzés               | Eredmény | Nézők száma |
| --------------- | ---------------------------- | ------------------------- | ---------------------- | -------- | ----------- |
| 1983. május 29. | Nya Ullevi Stadion, Göteborg | előselejtező (5. csoport) | Svédország–Olaszország | 2 : 0    | 32 860      |

#### Nemzetközi kupamérkőzések
Vezetett kupadöntők száma: 2.

##### UEFA-kupa
| Időpont         | Helyszín               | Mérkőzés típusa      | Mérkőzés                   | Eredmény | Nézők száma |
| --------------- | ---------------------- | -------------------- | -------------------------- | -------- | ----------- |
| 1981. május 20. | Waldstadion, Frankfurt | döntő (2. találkozó) | AZ Alkmaar–Ipswich Town FC | 4 : 2    | 28 000      |

##### Bajnokcsapatok Európa-kupája
| Időpont          | Helyszín                        | Mérkőzés típusa           | Mérkőzés                    | Eredmény |
| ---------------- | ------------------------------- | ------------------------- | --------------------------- | -------- |
| 1979. október 3. | Městský fotbalový Stadion, Brno | első forduló (2. mérkőzés | FC Zbrojovka Brno–Újpest FC | 2 – 2    |

##### Kupagyőztesek Európa-kupája
Hosszú és eredményes nemzetközi tevékenységének elismeréseként az UEFA JB felkérte a döntő mérkőzés irányítására. 1974–1975-ös kupagyőztesek Európa-kupája első fordulójában az FTC csapat egyik mérkőzését vezette.
| Időpont           | Helyszín                       | Mérkőzés típusa | Mérkőzés                         | Eredmény | Nézők száma |
| ----------------- | ------------------------------ | --------------- | -------------------------------- | -------- | ----------- |
| 1975. április 23. | Crvena zvezda Stadion, Belgrád | egyik elődöntő  | FK Crvena zvezda–Ferencvárosi TC | 2 – 2    |             |
| 1982. május 12.   | Nou Camp Stadion, Barcelona    | döntő           | FC Barcelona–Standard de Liège   | 2 : 1    | 110 000     |

## Sportvezetőként
Nyugdíjazását követően, sport diplomataként tevékenykedett.

## Sikerei, díjai
1977-ben a DFB JB a nemzeti szakmai felkészültségét elismerve, az Év Játékvezetője kitüntető címmel jutalmazta.